# Волков, Григорий Васильевич
Григорий Васильевич Волков (1867—16 марта 1930) — крестьянин, депутат Государственной думы I созыва от Пермской губернии.

## Биография
Крестьянин села Пьяновка Харловской волости Ирбитского уезда Пермской губернии. Образование домашнее, по другим сведениям окончил народное училище. Был на должности учетчика при сельском старосты в течение трёх лет. Служил волостным учетчиком в течение 12 лет. Четыре трёхлетия, то есть 12 лет, избирался волостным выборщиком. З года являлся церковным старостой. Занимался земледелием, кроме того вёл мелкую торговлю в селе. Во время выборов в Думу политические взгляды оценивались, как "умеренный прогрессист". К никаким партиям не принадлежал. К голосованию был предложен по списку кадетов, состоял в списке волостных выборщиков и умеренных.
15 апреля 1906 избран в Государственную думу I созыва от общего состава выборщиков Пермского губернского избирательного собрания. Трудовики в своём издании «Работы Первой Государственной Думы» характеризуют политическую позицию Григория Волкова как «Б. пр.», что означает, что беспартийный Волков поселился на казённой квартире Ерогина, нанятой на государственные деньги для малоимущих депутатов, специально для их обработки в проправительственном духе, и оставался там до конца работы Думы. Данная информация нуждается в уточнении, так как в современных исследованиях политическая позиция Волкова в Думе описана, как "Беспартийный «прогрессист»".
Дальнейшая судьба и дата смерти неизвестны.